# Vrbno pod Pradědem
Vrbno pod Pradědem (in tedesco Würbenthal) è una città ceca del distretto di Bruntál, nella regione di Moravia-Slesia, vicino al confine con la Polonia.

## Località
- Bílý Potok
- Mnichov
- Vidly
- Vrbno pod Pradědem
- Železná

- Mnichov pod Pradědem
- Vrbno pod Pradědem
- Železná pod Pradědem

## Amministrazione

### Gemellaggi
- Głogówek